# 高橋英夫 (評論家)
高橋 英夫（たかはし ひでお、1930年（昭和5年）4月30日 - 2019年（平成31年）2月13日）は、日本の文芸評論家、日本芸術院会員。位階は従四位。

## 来歴・人物
東京府北豊島郡滝野川町田端（現：東京都北区田端）に生まれる。1947年、第一高等学校に入学（一高最後の卒業生）、1950年東京大学文学部独文科に入学、1953年卒業、大学院に進み、指導教授の手塚富雄の勧めでヘルダーリンの詩を訳し（のち河出書房新社「全集1　詩集」）、手塚との共訳でマルティン・ハイデッガー 『乏しき時代の詩人』（理想社）、東京府立五中同期からの友人粕谷一希の勧めで、ヨハン・ホイジンガ『ホモ・ルーデンス』を訳し、後者は林達夫の指導を受け没時まで師事した。
1964年から立教大学非常勤講師を30年務める。1966年から武蔵野音楽大学非常勤講師を15年務める。1968年『中央公論』に「折口学の発生序説」を発表。以後文芸評論を書き続ける。1970年、最初の著書『批評の精神』を刊行した。1972年から東大独文科非常勤講師を2年間務め、1973年から明治大学非常勤講師を3年間務めた。1994年に後藤明生の誘いにより近畿大学文芸学部教授に就く（1998年まで）。1997年、日本芸術院会員となる。
2019年2月13日に老衰により死去。88歳没。叙従四位。

## 受賞歴
- 1970年、『批評の精神』で亀井勝一郎賞。
- 1972年、カール・ケレーニイ『神話と古代宗教』の翻訳で日本翻訳文化賞。
- 1975年、『役割としての神』で芸術選奨文部大臣賞。
- 1982年、『志賀直哉　近代と神話』で第33回読売文学賞。
- 1984年、『偉大なる暗闇 師岩元禎と弟子たち』で平林たい子文学賞。
- 1997年、日本芸術院賞。
- 2005年、旭日中綬章[4]。
- 2006年、『時空蒼茫』で藤村記念歴程賞。
- 2008年、『音楽が聞える』でやまなし文学賞。
- 2010年、『母なるもの―近代文学と音楽の場所』で伊藤整文学賞。

## 著書
- 『批評の精神』中央公論社〈中公叢書〉 1970、講談社文芸文庫（新編） 2004
- 『詩人の館』青土社 1972
- 『見つつ畏れよ』新潮社 1973
- 『役割としての神』新潮社 1975
- 『元素としての「私」 私小説作家論』講談社 1976
- 『原初への渇望』潮出版社 1977
- 『詩神の誘惑』小沢書店 1978
- 『神話の森の中で』河出書房新社 1978、小沢書店（小沢コレクション）1997
- 『現代作家論』講談社 1979
- 『昭和批評私史』小沢書店 1979
- 『小林秀雄 歩行と思索』小沢書店 1980、新装版（小沢コレクション）1985
- 『志賀直哉 近代と神話』文藝春秋 1981
- 『幻聴の伽藍 迷宮・夢・音楽』小沢書店 1982
- 『忘却の女神 随想集』彌生書房 1982
- 『幻想の変容』講談社 1983
- 『偉大なる暗闇 師岩元禎と弟子たち』新潮社 1984、講談社文芸文庫 1993
- 『悦楽と探求 1980-1983』小沢書店 1984
- 『河上徹太郎』小沢書店 1984
- 『見えない迷宮』青土社 1985
- 『花田清輝　20世紀思想家文庫』岩波書店 1985
- 『起源からの光 神話・中世・現代』小沢書店 1985
- 『異郷に死す 正宗白鳥論』福武書店 1986
- 『疾走するモーツァルト』新潮社 1987、講談社学術文庫 1999、講談社文芸文庫（新編）2006
- 『夢幻系列 漱石・龍之介・百閒』小沢書店 1989
- 『ミクロコスモス 松尾芭蕉に向って』講談社 1989、講談社学術文庫 1992
- 『濃密な夜 私の音楽生活 1970～1991』小沢書店 1991
- 『ブルーノ・タウト』新潮社 1991、講談社学術文庫 1995、ちくま学芸文庫 2005
- 『西行』岩波新書 1993
- 『小林秀雄 声と精神』小沢書店 1993
- 『昭和作家論103』小学館 1993
- 『琥珀の夜から朝の光へ 吉田健一逍遥』新潮社 1994
- 『芭蕉遠近』小沢書店 1994
- 『志賀直哉 見ることの神話学』小沢書店 1995
- 『今日も、本さがし』新潮社 1996
- 『花から花へ－引用の神話 引用の現在』新潮社 1997
- 『変容する文学のかたち』翰林書房 1997
- 『持続する文学のいのち』翰林書房 1997
- 『尾崎一雄回想』日本古書通信社「こつう豆本」 1998 限定本
- 『わが林達夫』小沢書店 1998
- 『ドイツを読む愉しみ』講談社 1998
- 『京都で、本さがし』講談社 1999
- 『小説は玻瑠の輝き』翰林書房 2000
- 『友情の文学誌』岩波新書 2001
- 『わが読書散歩』講談社 2001
- 『神を見る 神話論集1』ちくま学芸文庫 2002
- 『神を読む 神話論集2』ちくま学芸文庫 2002
- 『藝文遊記』新潮社 2003
- 『本の引越し』筑摩書房 2004
- 『果樹園の蜜蜂 わが青春のドイツ文学』岩波書店 2005
- 『時空蒼茫』講談社 2005
- 『ロマネスクの透明度 近・現代作家論集』鳥影社 2006
- 『洋燈の孤影 漱石を読む』幻戯書房 2006
- 『音楽が聞える 詩人たちの楽興のとき』筑摩書房 2007
- 『母なるもの 近代文学と音楽の場所』文藝春秋 2009
- 『文人荷風抄』岩波書店 2013
- 『五月の読書』岩波書店 2020。遺著、解説堀江敏幸
- 『高橋英夫著作集―テオリア』全8巻、長谷川郁夫編、河出書房新社 - 2021年春～2022年夏に刊

1. 批評の精神 - 林達夫、小林秀雄、河上徹太郎、吉田健一 論
2. 神話と文学 - ケレーニイ、柳田國男、折口信夫 論
3. 偉大なる暗闇 - 近代日本とドイツ文学論
4. モーツァルト - 他は「母なるもの」抄版
5. 西行と芭蕉
6. ブルーノ・タウト - 他は「ドイツを読む愉しみ」新編
7. 藝文遊記 - 他は「時空蒼茫」
8. 読書随想 - 年譜・著作目録

### 主な訳書
- ハイデッガー『乏しき時代の詩人』手塚富雄共訳 「選集」理想社 1958、新版1972。ヘルダーリン論
- ヨハン・ホイジンガ『ホモ・ルーデンス』中央公論社 1963、新装版1971。中公文庫 1973、改版2019
- シュライエルマッハー『宗教論　宗教を軽んずる教養人への講話』筑摩書房 1963。筑摩叢書（改訳版）1991
- ホフマンスタール 『影のない女』 集英社「世界文学全集」1967、新版1978
  - 『ホフマンスタール選集2　小説・散文』に収録、河出書房新社 1972
- エミール・シュタイガー『詩学の根本概念』 叢書・ウニベルシタス 法政大学出版局 1969
- カール・ケレーニイ『神話と古代宗教』 新潮社 1972、復刊1992。ちくま学芸文庫（改訳版）2000
- カール・ケレーニイ『ギリシアの神話 神々の時代』 中央公論社 1974
- カール・ケレーニイ『ギリシアの神話 英雄の時代』（植田兼義共訳）、中央公論社 1974
- カール・ケレーニイ『トリックスター』晶文社 1974 - 分担訳
  - 他は、ポール・ラディン（皆河宗一訳）、ユング（河合隼雄訳）
- ゲーテ『プロメテウス』『プロゼルピーナ』-「ゲーテ全集4 戯曲」潮出版社 1979、新装版2003

### 主な編著
- 『志賀直哉随筆集』岩波文庫 1995
- 尾崎一雄 『暢気眼鏡・虫のいろいろ 他十三篇』岩波文庫 1998
- 『中島敦全集 別巻』筑摩書房 2002。編集委員
- 正宗白鳥 『新編作家論』岩波文庫 2002
- 『林達夫芸術論集』講談社文芸文庫 2009
- 『読書清遊　富士川英郎随筆選』講談社文芸文庫 2011